# Aksilla

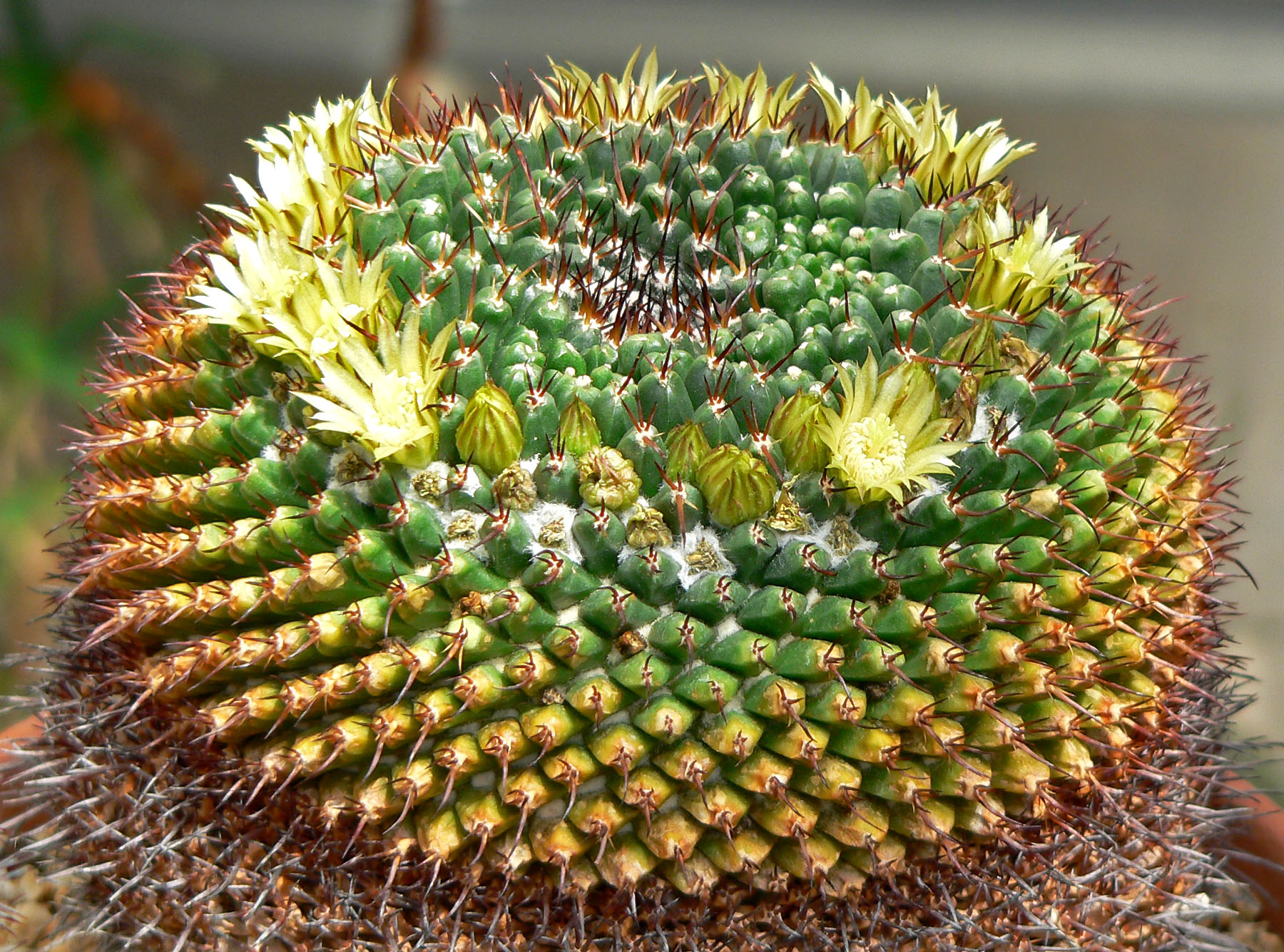
Kwiaty i pąki kwiatowe wyrastające z aksilli u Mammillaria gigantea

Aksilla (pachwina) – zagłębienie tworzone przez układ 3 lub 4 brodawek u niektórych kaktusów, typowe m.in. dla wszystkich gatunków z rodzaju Mammillaria. Powstaje w wyniku rozdzielenia areoli i podobnie jak w przypadku areoli również i tutaj dochodzi rozgałęzienie centralnej wiązki przewodzącej. Z aksilli mogą wyrastać nowe pędy, kwiaty i owoce, ew. także włoski lub szczeciniaste, delikatne ciernie. Obecność i układ aksilli jest jedną z cech analizowanych przy oznaczaniu gatunków kaktusów.